# Innertkirchen
Innertkirchen este o comună situată în valea Hasli, la 6 km de Meiringen, cantonul Berna, Elveția. El se află în apropiere de Cheile Aarului și Pasul Grimsel.